# Asian Highway 4
Der Asian Highway 4 (AH4) (englisch für ‚Asiatische Fernstraße 4‘) ist eine Strecke des Asiatischen Fernstraßen-Projektes mit einer Gesamtlänge von 6024 km.
Ähnlich den Europastraßen werden existierende Strecken zusätzlich mit der Bezeichnung „AH4“ ausgestattet. Die teilnehmenden Staaten haben sich verpflichtet, den Ausbaustandard der transnationalen Straßen zu erhöhen.
Der AH4 führt von Nowosibirsk, Russland über die Mongolei und China nach Karatschi, Pakistan.

## Streckenabschnitte

### Russland
- M52/R256: Nowosibirsk
- Taschanta
- Grenze  Mongolei

### Mongolei
- Grenze  Russland
- A0306: Grenze bei Ulaanbaischint – Ölgii (97 km)
- A0305: Ölgii – Chowd (178 km)
- A0304: Chowd – Manchan (76 km)
- A14: Mankhan – Bulgan (305 km)
- A14: Bulgan – Grenze bei Jarantai (47 km)
- Grenze  Volksrepublik China

### China
- Grenze  Mongolei
- Provinzstraße 320: Grenze – Fuyun, China (319 km)
- G216: Fuyun – Ürümqi (AH5) (433 km)
- G30: Ürümqi – Toksun
- Autobahn Turpan–Hotan: Toksun Kaschgar
- G314: Kasgar Grenze zu Pakistan (1948 km)
  - Die Grenze liegt auf dem Kunjirap-Pass (4693 m).
- Grenze  Pakistan

### Pakistan
- Grenze  Volksrepublik China
- Kunjirap-Pass – Sust – Hasan Abdal
- Hasan Abdal – Islamabad
- Islamabad – Lahore
- Lahore – Multan – Sukkur – Karatschi